# Langbruck (Gemeinde Bad Leonfelden)
Langbruck ist eine Ortschaft in der Stadtgemeinde Bad Leonfelden im Mühlviertel in Oberösterreich. Die Ortschaft hat 31 Einwohner (Stand: 1. Jänner 2024).

## Geographie
Die Ortschaft liegt im Leonfeldner Hochland. Sie ist Teil der Katastralgemeinde Dietrichschlag und des Zählsprengels Bad Leonfelden-Umgebung. Zur Ortschaft Langbruck gehören 10 Adressen (Stand: 1. April 2020). Sie umfasst die gleichnamige Rotte Langbruck.
Langbruck befindet sich in den Einzugsgebieten der Großen Rodl und des Heindlmüllerbachs.

## Geschichte
Langbruck wurde im Jahr 1356 als auf der Longenpruͤkk urkundlich erwähnt.
Laut Adressbuch von Österreich waren im Jahr 1938 in Langbruck ein Gastwirt, ein Viehhändler und einige Landwirte ansässig.

## Kultur und Sehenswürdigkeiten
Durch Langbruck führen mehrere, meist mittelschwere Radtour-Strecken: die 113,8 Kilometer lange Mühlviertler Hochland-Tour / Erwin’s Wadlbeißer-Tour, die 57,5 Kilometer lange Hoch-4-Runde, die 26 Kilometer lange Zwettler Runde und die 16,5 Kilometer lange Schenkenfelden-Runde.